# Tylko samotni
Tylko samotni (ang. Only the Lonely) – amerykański komediodramat z 1991 roku w reżyserii Chrisa Columbusa. Jego fabuła jest łudząco podobna do filmu Marty.

## Obsada
- John Candy – Danny Muldoon
- Maureen O’Hara – Rose Muldoon
- Ally Sheedy – Theresa Luna
- Kevin Dunn – Patrick Muldoon
- Milo O’Shea – Doyle
- Bert Remsen – Spats
- Anthony Quinn – Nick Acropolis
- James Belushi – Salvatore Buonarte
- Joe Greco – Johnny Luna
- Marvin J. McIntyre – Ksiądz Strapovic
- Macaulay Culkin – Billy Muldoon
- Kieran Culkin – Patrick Muldoon Jr.
- Allen Hamilton – O’Neal
- Teri McEvoy – Susan Muldoon
- Bernie Landis – Larry
- Les Podewell – Jack

## Fabuła
38-letni Danny Muldoon jest policjantem w Chicago. Jest bardzo nieśmiały i mieszka z matką Rose. Kobieta jest złośliwą i zgorzkniałą Irlandką, nienawidzi wszystkich z wyjątkiem Danny’ego. Mężczyzna już dawno chciał się ożenić i wyprowadzić, ale matka zniechęcała potencjalne kandydatki. Nagle Danny zakochuje się w Teresie – nieśmiałej i samotnej pracownicy zakładu pogrzebowego. Matka postanawia interweniować.